# Jonathan Rubio
Jonathan Josué Rubio Toro (San Pedro Sula, Cortés, Honduras, 21 de octubre de 1996), conocido deportivamente como Jonathan Toro o Jonathan Rubio, es un futbolista hondureño que juega como centrocampista en el Petro de Luanda de la Girabola. También representa internacionalmente a la selección de Honduras en su categoría absoluta.

## Trayectoria
Toro se inició en la Escuela de Fútbol Juventud Henerma de San Pedro Sula, en donde tuvo como entrenador al chileno Néstor Rodrigo Matamala. A los 14 años de edad se trasladó a la ciudad de Barcelona, donde se enroló en la Fundación Marcet de la cual formó parte hasta mediados de 2014. Culminada su participación en esa academia de fútbol, fue sondeado por los clubes españoles Rayo Vallecano y Espanyol, aunque finalmente fue el F. C. Sion el club que le abrió la puerta en sus categorías inferiores.
El 22 de enero de 2015 se confirmó su traspaso al Gil Vicente F. C. de la Primera División de Portugal, por una cifra que apenas rondaba los 25 000 €. Rubio completó el resto de la campaña 2014-15 en el plantel juvenil, con el cual anotó 13 goles en 14 partidos disputados, lo que le permitió ser promovido al primer equipo para la temporada siguiente. El 8 de agosto de 2015 debutó errando un penal al minuto 90 con el Gil Vicente F. C. en el empate de 1-1 contra el C. D. Mafra. El 21 de noviembre de 2015 debutó en la Copa de Portugal ingresando de titular y saliendo de cambio al minuto 69 en la victoria como visitante de 3-1 sobre el Sport Benfica e Castelo Branco. Estuvo presente en los dos partidos correspondientes a las semifinales de la copa contra el F. C. Oporto, jugando 50 minutos en total. El 27 de enero de 2017 se confirmó su cesión a la Arandina C. F. de la Segunda División "B".
El 9 de julio de 2018 fichó por la Sociedad Deportiva Huesca para las siguientes tres temporadas. Un mes más tarde fue cedido al Varzim por una temporada. El 31 de enero de 2019, en el último día del mercado de pases de invierno, se concretó su fichaje por la Académica de Coimbra, club con el que se mantuvo durante el primer semestre de 2019.
El 8 de julio de 2019 se anunció su fichaje por una temporada con el C. D. Tondela de la Primeira Liga. En la siguiente temporada, el 7 de octubre de 2020, tras rescindir su contrato por la S. D. Huesca, se comprometió con el Grupo Desportivo de Chaves. Después de un año en el club, en julio de 2021 regresó a la Académica de Coimbra, en calidad de cedido. El equipo perdió la categoría, por lo que para la temporada 2022-23 se unió al Académico de Viseu F. C.

## Selección nacional
Ha sido internacional con la selección de fútbol de Honduras en cinco ocasiones. El 28 de agosto de 2019, Fabián Coito, entonces seleccionador de Honduras, lo incluyó en su convocatoria para afrontar dos encuentros amistosos ante las selecciones de Puerto Rico y Chile. Debutó el 5 de septiembre de 2019, en la goleada de 4-0 frente a Puerto Rico, y el 10 de septiembre de 2019, contra los chilenos, marcó el gol que le dio la victoria de 2-1 a Honduras.

## Clubes
| Club                          | País     | Año       | Partidos | Goles |
| ----------------------------- | -------- | --------- | -------- | ----- |
| Gil Vicente F. C.             | Portugal | 2015-2018 | 69       | 8     |
| Arandina C. F. (cedido)       | España   | 2017      | 8        | 0     |
| S. D. Huesca                  | España   | 2018-2020 | 0        | 0     |
| Varzim S. C. (cedido)         | Portugal | 2018      | 21       | 8     |
| Académica de Coimbra (cedido) | Portugal | 2019      | 12       | 2     |
| C. D. Tondela (cedido)        | Portugal | 2019-2020 | 32       | 1     |
| G. D. Chaves                  | Portugal | 2020-2021 | 14       | 1     |
| C. D. Santa Clara             | Portugal | 2021-2022 | 0        | 0     |
| Académica de Coimbra (cedido) | Portugal | 2021-2022 | 32       | 3     |
| Académico de Viseu F. C.      | Portugal | 2022-2023 | 28       | 3     |
| Petro de Luanda               | Angola   | 2023-     | 28       | 7     |